# Howard Estabrook

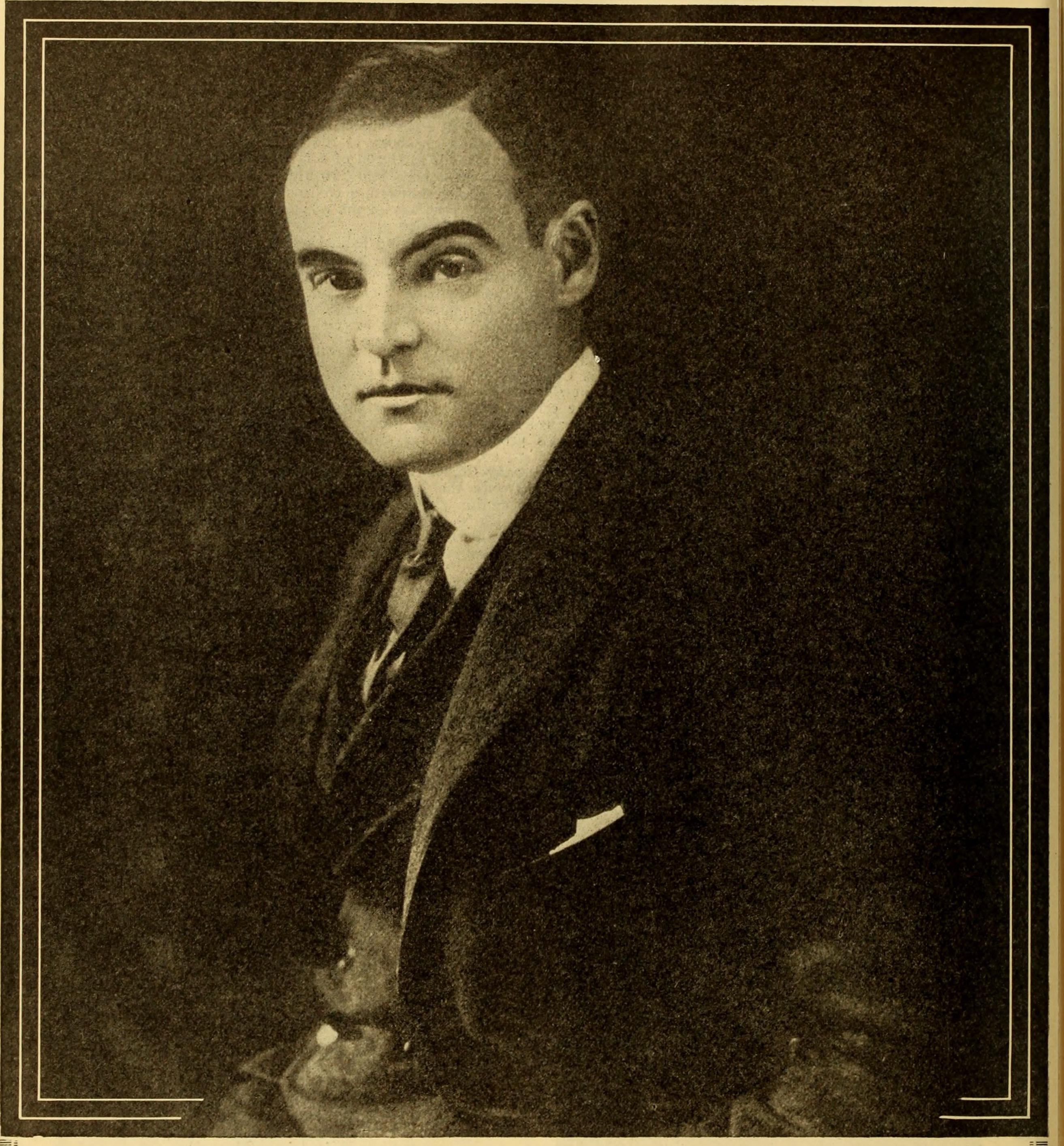
Howard Estabrook (1916)

Howard Estabrook (eigentlich: Howard Bolles, * 11. Juli 1884 in Detroit, Michigan, USA; † 16. Juli 1978 in Los Angeles) war ein preisgekrönter US-amerikanischer Drehbuchautor.

## Biografie
Howard Estabrook kam im Alter von 20 Jahren zum Showbusiness. In New York trat er als Schauspieler in einigen Theaterstücken auf, ab 1914 war er auch als Schauspieler beim Film tätig. Fünfmal nahm er auf dem Regiestuhl Platz. 1917 verließ Estabrook die Filmindustrie und arbeitete in der Wirtschaft. 1921 kehrte er ins Filmbusiness zurück und hatte verschiedene Positionen inne. 1924 produzierte er erstmals selbst einen Film. 
Estabrook wandte sich 1928 dem Verfassen von Drehbüchern zu. 50 seiner Drehbücher wurden verfilmt, zwei dieser Filme produzierte er mit. 1930 wurde er zusammen mit seiner Kollegin Lenore J. Coffee für das Drehbuch des Dramas Street of Chance (Regie: John Cromwell, mit William Powell und Kay Francis) für den Oscar nominiert. Bei der nächsten Oscarverleihung 1931 konnte er die begehrte Statue für sein Drehbuch des Westerns Pioniere des wilden Westens (Regie: Wesley Ruggles, mit Richard Dix und Irene Dunne) entgegennehmen. Bis 1959 war er als Drehbuchautor aktiv.
Howard Estabrook war zweimal verheiratet. Er verstarb am 16. Juli 1978 im Alter von 94 Jahren.

## Filmografie
- 1928: Dressed to Kill
- 1928: Der Schwur des Harry Adams (Forgotten Faces)
- 1928: Liebeslüge (The Shopworn Angel)
- 1929: Vier Federn (The Four Feathers)
- 1929: Der Mann aus Virginia (The Virginian)
- 1930: Behind the Make-Up
- 1930: Street of Chance
- 1930: Höllenflieger (Hell’s Angels)
- 1930: The Bad Man
- 1930: Kismet
- 1930: Kismet (dt. Vers. des Vorgehenden)
- 1931: Pioniere des wilden Westens (Cimarron)
- 1931: Woman Hungry
- 1932: Eine Scheidung (A Bill of Divorcement)
- 1933: Die Legion des Todes (The Devil’s in Love)
- 1933: The Bowery
- 1935: David Copperfield
- 1935: Weit im Osten (Way Down East)
- 1937: Frisco-Express (Wells Fargo)
- 1938: Engel aus zweiter Hand (The Shopworn Angel) (Remake des Films von 1928)
- 1938: Mein Mann, der Cowboy (The Cowboy and the Lady)
- 1941: Die Unvollendete (New Wine)
- 1941: Blutrache (The Corsican Brothers)
- 1943: Und das Leben geht weiter (The Human Comedy)
- 1944: The Bridge of San Luis Rey
- 1945: Liebe in der Wildnis (Dakota)
- 1946: Der Mann aus Virginia (The Virginian)
- 1952: Mann gegen Mann (Lone Star)
- 1954: Wo der Wind stirbt (Passion)
- 1954: Königin der Berge (Cattle Queen of Montana)
- 1959: Der Fischer von Galiläa (The Big Fisherman)